# Planctus
Planctus, plankt (z łac. planctus – narzekanie, płacz) –  charakterystyczny dla literatury średniowiecznej utwór, w którym wyraża się żal po bliskiej, zmarłej osobie i wzywa do współuczestnictwa w cierpieniu. Nawoływania te (nazywane apostropha de luctu) stanowiły główny motyw treściowy i kompozycyjny planktów, powtarzały się w nich wielokrotnie i budowały patos utworów. Wołania te często kierowane są do Boga, aniołów, natury i ludzi (np. Lament świętokrzyski). Poza tym elementem plankty miały dość swobodną kompozycję i mogły znacząco się różnić między sobą.
Plankty stanowiły często część liturgii Wielkiego Piątku, wykorzystywane też były w misteriach pasyjnych.
Do polskich planktów należą m.in. Lament świętokrzyski oraz lament Ojczyzny po śmierci Bolesława Chrobrego zawarty w Kronice polskiej Galla Anonima.
Staroprowansalską odmianą planctusu był planh.